# ولفگانگ شوارتس
ولفگانگ شوارتس (انگلیسی: Wolfgang Schwarz؛ زادهٔ ۱۴ سپتامبر ۱۹۴۷) اسکیت‌باز نمایشی اهل اتریش بود.